# Ruski imperij
Rúski impêrij (sodobno rusko Росси́йская импе́рия; starejše Россійская Имперія, in tudi sodobno Всеросси́йская импе́рия, 'Vsèrúski impêrij', Росси́йское государство, Rúska držáva ali Росси́я, Rúsija) je bila država, ki je obstajala med letoma 1721 in 1917. Nasledil je Rusko carstvo in je bil predhodnica Ruske republike.
Imperij je bil druga največja združena država v svetovni zgodovini (za Mongolskim cesarstvom). Leta 1866 je imela največji obseg, saj je segala od Evrope, Azije do Severne Amerike.
V začetku 19. stoletja je bila Rusija tako največja država na svetu, ki je segala od Arktičnega morja na severu do Črnega morja na jugu, od Baltskega morja na zahodu do Tihega oceana na vzhodu. S 174,4 milijonov prebivalcev je imela tretje največje prebivalstvo na svetu (za Kitajsko in Britanskim imperijem).
Ob koncu imperija je bila država ena zadnjih absolutističnih monarhij v Evropi, ki jo je vodil car. Pred izbruhom prve svetovne vojne avgusta 1914 je bila Rusija ena izmed petih velikih sil Evrope.

## Vladanje Petra Velikega
Rusko carstvo se lahko preimenovalo v Ruski imperij odkar (22. oktobra 1721) je ruski senat na proslavi zmage nad Švedi v veliki severni vojni imenoval Petra Velikega z latinskim imenom za cesarja – imperator. Novi naziv ni le uskladil rusko poimenovanje mnogonarodnostne države z evropsko politično tradicijo, ampak je tudi poudaril nov način Petrovega vladanja: Peter ni bil le dedni naslednik vladajoče dinastije in »oče« svojim podložnikom, kot mnogi njegovi predhodniki, temveč resnični suveren – imperator in prvi služabnik države. Rusiji je na stežaj odprl dostop do evropskega znanja, tehnologije in kulture in ji s tem nakazal smer razvoja za naslednji dve stoletji. Svoje delo je opravil večinoma že pred letom 1721.

### Petrove vojne in zunanja politika
Peter Veliki (car v letih 1682–1725, do leta 1696 formalno skupaj s slaboumnim polbratom Ivanom V.) je osebno zavladal leta 1689. Najprej je želel zavarovati južno mejo države, ki so jo ogrožali vpadi Krimskih Tatarov, vazalov Osmanskih Turkov, in odpreti Rusiji izhod na Črno morje. Prvi poskus (1695), da bi osvojil Azov, mu ni uspel, ker ni imel mornarice, ki bi pristanišče obkolila tudi z morske strani. Zato je pozimi v Voronežu ob Donu zgradil ladjevje in v napadu naslednje leto (1696) uspel.
Peter je v letih 1697/98 skoraj leto dni z veliko delegacijo potoval po Evropi, se seznanjal z moderno strojegradnjo in ladjedelništvom, se zanimal za metode upravljanja države, za znanstvene dosežke, nakupoval knjige, najemal strokovnjake in vzpodbujal diplomatska pogajanja za križarsko vojno proti Turkom. A Evropa se je pripravljala na špansko nasledstveno vojno in za vojno s Turki ni bila navdušena. Peter je sklenil zvezo s Saško-Poljsko in Dansko proti Švedski, ki je pripeljala do velike severne vojne (1700–21). Ta je bila potem Petrova glavna skrb skoraj ves čas njegovega vladanja. Vojna, ki se je začela s hudim porazom proti mlademu švedskemu kralju Karlu X., je dolgo časa vezala nase vse razpoložljive materialne in človeške vire carstva in v veliki meri vplivala tudi na Petrove odločitve in ukrepe v domači politiki. Šele po veliki zmagi nad Karlom X. v bitki pri Poltavi (1709) je Peter lahko posvetil več pozornosti temeljitim spremembam v ruskih upravnih institucijah.
Karel X., ki je po porazu pri Poltavi našel zatočišče v Carigradu (turško Istambul), je Turke nagovoril k novi vojni z Rusijo (1710–11). Peter je poleti 1711 nespametno dopustil, da je njegovo 40.000 glavo vojsko ob reki Prut obkolila še veliko večja turška vojska. Turški vezir je Petrovo vojsko spustil iz obroča, a Peter se je moral odpovedati Azovu in ga poslej ni več poskušal zavzeti.
Vojna s Švedi ob in na Baltskem morju pa se je nadaljevala in se končala šele po smrti Karla X. z mirom v Nystadtu (1721), ki je Petru prinesel nadzor nad Finskim zalivom in vzhodnim delom Baltiškega morja ter mu priznal oblast nad obbaltskimi deželami severno od Zahodne Dvine, ki so imele že zahodno državno ureditev, socialno strukturo in kulturno tradicijo. Trgovanje in sodelovanje z zahodno Evropo je postalo lažje in pristanišča, kot sta Riga in Ravel (danes Talin), poleg Sankt Peterburga, so lahko nadomestila velik del leta v led vklenjena pristanišča Belega morja (Murmansk, Arhangelsk).
Od leta 1714 je Peter pošiljal raziskovalne odprave v Centralno Azijo in na območje Kaspijskega jezera, kar je leta 1722 omogočilo, da je ruska vojska prodrla v Perzijo. Leta 1723 so Perzijci Rusom, v zameno za vojaško pomoč proti Turkom, prepustili zahodno in južno obalo Kaspijskega jezera (ki pa so jo Rusi leta 1732 izgubili).

### Reforme Petra Velikega
Peter Veliki je želel Rusijo po znanju in kulturi čim bolj približati Evropi. Želel je ustvariti družbo, v kateri bi vsak državljan služil državi, vsak na svoj način, glede na znanje in sposobnosti in položaj v družbi. To je pomenilo popoln zasuk v tradiciji, navadah, čutenju in verski tradiciji ruskega ljudstva. Zato se je neprestano srečeval z nerazumevanjem in odporom. Pri svojih zahtevah je bil pogosto (zlasti ob vojnih razmerah) neučakan in nasilen in njegov racionalni način vladanja so mnogi razumeli kot vladanje Antikrista. Kljub temu je uspel vnesti v rusko družbo socialne, institucionalne in intelektualne trende, ki so prevladovali v Rusiji naslednji dve stoletji in so že v drugi polovici 18. stoletja, predvsem na nivoju plemstva, popolnoma spremenili rusko družbo.
Peter se je najprej lotil reformiranja vojske, ki jo je preoblikoval po evropskih zgledih. Najel je evropske poveljnike. Ustanovil je oficirsko šolo za plemiče, navadne vojake pa je rekrutiral iz kmečkega prebivalstva in nižjega meščanstva. Vojaška služba je trajala vse življenje. Dal je pretopiti cerkvene zvonove v topove in vojsko oborožil s puškami in topovi domače izdelave. Zgradil je mornarico. Po zmagi nad Švedi je vojsko razporedil po vsej Rusiji v garnizone, ki jih je prepustil v vzdrževanje lokalnemu prebivalstvu. Nova ureditev vojske je povzročila zmedo, ker so se pristojnosti poveljnikov garnizonov prekrivale s pristojnostmi pokrajinskih oblasti.
Peter je vpeljal  julijanski koledar. Ukinil je bojarsko dumo in organiziral skoraj povsem novo centralno upravo, ki jo je sestavljalo 9 (kasneje 12) kolegijev, od katerih je bil vsak pooblaščen za svoje področje in je moral Petrove ukaze prevesti v zakonodajo. Kolegije je koordiniral in nadzoroval senat. Rusijo je razdelil v 50 pokrajin – gubernij; glubernijske oblasti so imele upravne, vojaške in sodne pristojnosti. Mesta so dobila svoje samouprave.
Za dobro izpeljavo reform pa je Petru manjkalo zanesljivih in šolanih ljudi, ki bi se znali držati postavljenih pravil in opravljati svoje delo odgovorno v korist države. Da bi se temu približal, je vzpostavil register štirinajstih službenih stopenj, v katerega so bili razvrščeni uslužbenci na dvoru, upravi in vojski. Uslužbenci so napredovali od štirinajste stopnje navzgor z znanjem, izkušenostjo in zaslugami. Sistem je tako omogočil napredovanje tudi tistim, ki niso bili rojeni kot plemiči. Z osmo stopnjo (prva častniška stopnja) so avtomatično pridobili dedni plemiški naslov. Evidenco uslužbencev po razredih je vodil poseben urad, podrejen senatu. Vsi plemiči so bili obvezani služiti državi kot državni uslužbenci ali oficirji, na položajih in lokacijah, kjer so bili potrebni.
Peter je zahteval, da se vsi plemiški sinovi izobrazijo. Izobrazba je bila pogoj za službo. Pri starih bojarjih je ta radikalna sprememba povzročilo ogorčenje in odpor, a s časom, po generaciji ali dveh, je postalo šolanje plemiških otrok samoumevno, način plemiškega življenja. Ob koncu 18. stoletja plemič ni veljal za polnoletnega in se ni smel poročiti, dokler ni opravil državnega izpita.
Teh sprememb pa niso bili deležni nižji sloji prebivalstva, ki so z rokami opravljali svojemu položaju ustrezno delo in plačevali davke. Da bi preprečil izmikanje davkom, je Peter vezal davke na moško glavo in gospodarje zadolžil za pobiranje davka od svojih "duš". Kmetje so postali zgolj postavka na davčnem seznamu; možno jih je bilo prestaviti na drugo lokacijo, prodati ali zamenjati glede na potrebe in kaprice gospodarja (posestnika, cerkve, države). Tlačani so bili v položaju sužnjev. V Petrovi državi se je izgubil tradicionalni občutek osebne povezanosti ruskega mužika s carjem.
Veliko pozornosti je Peter posvečal šolstvu. Pospeševal je ustanavljanje laičnih šol, od splošnih do oficirskih; ker so plemiči še vedno bolj zaupali samostanskim šolam, so dobili na laičnih šolah prostor tudi otroci vojakov, uradnikov in duhovnikov. Plemiški sinovi so veliko študirali v tujini. Peter je v Rusijo vabil tuje strokovnjake in umetnike. Vzpodbujal je prevode tehniških, zgodovinskih in potopisnih del v ruščino.
Kot racionalen človek se Peter ni dosti menil za cerkev in jo je videl le kot sredstvo nadzora in vzgojno ustanovo. Ko je leta 1700 patriarh umrl, ni imenoval novega. Leta 1721 je vzpostavil novo cerkveno upravno organizacijo: sveto sinodo, sestavljeno iz nekaj imenovanih cerkvenih prvakov in carjevega laičnega predstavnika, ki je imel vodilno vlogo. Cerkvenim institucijam je natančno določil učni program, ki je bil primernejši za bodoče uradnike kot duhovnike. Duhovnike je postavil v vlogo verskih uradnikov, ki naj državi pomagajo uveljavljati njene zakone, posebno tiste proti starovercem. Preprosti ljudje so tako čutili Petrovo državo kot prisilo, nasprotno tradiciji; mnogi kot vladanje Antikrista.
Razvoj vojske je potegnil za seboj napredek v tehnologiji, metalurgiji, razvijale so se vedno nove obrtne delavnice. Peter je z zakonodajo pospeševal razvijanje podjetništva in trgovine. Podjetnikom je dovolil, da so od veleposestnikov kupovali tlačane in jim dodeljeval kmete  iz državnih posesti. Zunanja trgovina se je v njegovem času posedmerila, pobrani davki potrojili. Vzpodbujal je vse gospodarske dejavnosti, gradnjo dvorcev, tovarn, trdnjav, ladjedelnic, prekopov, zgradb, muzejev, knjižnic. Posebno poglavje je bila gradnja Sankt Peterburga, za katerega je leta 1706 sam določil mesto v močvirju ustja reke Neve; leta 1712 je že tja prenesel prestolnico države. Tam so si morali zgraditi zidane hiše in se tja preseliti plemiči, ki so služili na dvoru. Leta 1725 je bil dograjen Peterhof, "ruski Versailles".

## Od Petra Velikega do Katarine Velike (1725–62)
Petru je sledilo nekaj slabotnih vladarjev, ki so vladali pod vplivom svoje okolice in dopustili, da so Petrove reforme zamrle. Petrovo delo je nadaljevala šele Katarina II. Velika.
Katarina I., (1725–27), Petrova žena, je ustanovila vrhovni tajni svet, ki naj bi vladal v njenem imenu in v katerega je imenovala šest Petrovih sodelavcev s knezom Menšikovim na čelu; s tem je odvzela veljavo senatu in sveti sinodi, v katerih so bili najvišji posvetni in cerkveni veljaki. V njenem času je zaživela v Sankt Peterburgu akademija znanosti, ki jo je pripravil že Peter Veliki. Kapitan Bering je odkril Beringov preliv.
Popolnoma nemočen vladar je bil mladoletni Peter II. (1727–30) , sin Petrovega sina Alekseja Petroviča, umrlega v ječi. Peter II. je prišel na prestol dvanajstleten, umrl pa je petnajstleten za ošpicami.
Za njim so ruski veljaki za carico izbrali Ano (1730–40), hčerko Ivana V., za katero so mislili, da bo najbolj vodljiva. A so se zmotili. Ana se je osvobodila pritiska svojih pokroviteljev in zavladala samostojno, kot pritiče ruskemu carju. Bila je žena tedaj že umrlega vojvode Kurlandije in Semigalije, Friedricha (III.) Wilhelma Kettlerja. Rusom ni zaupala in se je pri vladanju opirala na baltske Nemce. Na petrograjski dvor je prinesla razkošno zahodno modo, ki so ji ruski dvorjani skušali slediti. Rusija je v njenem času posredovala pri izvolitvi saškega volilnega kneza za poljskega kralja Avgusta III.
Ana ni imela otrok in je prestol zapustila dvomesečnemu sinu svoje nečakinje Ane Leopoldovne, Ivanu VI. (1740/41), ki je imel nemškega očeta (knez Anton Ulrich von Braunschweig-Wolfenbüttel, nečak cesarja Karla VI.). A Rusi so imeli dovolj Nemcev in živahni hčerki Petra Velikega, Elizabeti (ki je dotlej vladanje ni zanimalo), ni bilo težko čez eno leto s pomočjo garde izvesti državni udar in prevzeti oblast.
Elizabeta (1741–61) je ukinila vrhovni tajni svet in ponovno aktivirala senat, ki je ponovno postal vrhovno upravno telo države. A ker je vodenje prepuščala svojim svetovalcem in ljubimcem, so bile finance države vse šibkejše. Rusija se je v njenem času uveljavila v zunanji politiki, ki jo je vodil knez Aleksej Petrovič Bestužev-Rjumin. Po vojni s Švedi (1741–43) je Rusija dobila del južne Finske. Vojaški ugled ruske vojske je zlasti narasel v tretji šlezijski vojni (1756–63), v kateri se je Rusija zelo uspešno bojevala na strani Avstrije proti pruskemu kralju Frideriku Velikem.
Tudi Elizabeta je bila brez otrok. Že takoj po prevzemu oblasti je za svojega naslednika določila svojega nečaka Karla Petra Ulricha (sina svoje sestre Ane Petrovne in vojvode Karla Friderika von Holstein-Gottorp), ki je prevzel rusko ime Peter Fjodorovič. A Peter III. (vladal 6 mesecev v letu 1762) je zrasel v čudaškega oboževalca Friderika Velikega in po tetini smrti, ko je bil pruski kralj tik pred porazom proti ruski vojski, je z njim sklenil mir in celo zavezništvo. S tem, s sovraštvom do ruskega plemstva in pravoslavne cerkve, ki ji je odvzel zemljo, ter z maltretiranjem svoje žene Sofije Avguste Frederike von Anhalt-Zerbst-Dornburg, z ruskim imenom Katarina Aleksejevna, se je zameril Rusom; po polletnem vladanju so njegovi nasprotniki izvedli državni udar v korist njegove žene, ki je postala carica Katarina II.

## Vladanje Katarine Velike in sina Pavla (1762–1801)
Katarina II. (1762–96), triintridesetletna izobražena učenka francoskih enciklopedistov, je bila prava naslednica doktrine Petra Velikega. Še pred prevzemom oblasti je zapisala, da je naloga dobre vlade, da podpira splošno dobrobit naroda s tem, da zagotavlja varnost ljudi in lastnine. S prihodom na oblast se je takoj poglobile v državne posle in najprej uredila finance.

### Širitev imperija
Katarina je leta 1764 s podporo vojske na izpraznjeni prestol poljskega kralja pripeljala sovjega kandidata Stanislava Poniatowskega. S tem je vpletla Rusijo v poljske notranje spore in nato še v vojno s Turčijo. Ruska vojska je zavzela trdnjavo Hotin (september 1769) in nato prodrla v podonavske kneževine. S tem je posegla v avstrijske interese. Avstrija, Rusija in Prusija so svoje medsebojne ozemeljske račune poravnale s prvo delitvijo Poljske (1772). Preostali del Poljske je moral ponovno sprejeti rusko pokroviteljstvo.
Rusi so zmagali v rusko-turški vojni (1768–74) in z mirom v Küçük Kaynarca dobili pristanišči Azov in Kerch, ki sta jim omogočala vstop vojnega in trgovskega ladjevja v Črno morje, razširili svoje ozemlje do Južnega Buga, dobili Kabardijo na Kavkazu in tudi dejansko oblast nad (formalno sicer neodvisnim) Krimskim kanatom, ki so ga leta 1783 priključili Rusiji.
Leta 1787 je ponovno izbruhnila vojna s Turčijo in naslednje leto so tudi Švedi napovedali Rusiji vojno. Rusko stisko so nameravali izkoristiti tudi Poljaki. Sklenili so zvezo s Prusijo in začeli s preoblikovanjem notranjega ustroja države s ciljem, da se osvobodijo ruskega pritiska. A Rusija je tako švedsko-rusko vojno (1788–90) kot tudi rusko-turško vojno (1787–92) končala v svoj prid, slednjo predvsem po zaslugi vojskovodij Suvorova in Potemkina.
Z mirom v Jasi (januar 1792) je Turčija Rusiji priznala leta 1783 aneksirano ozemlje nekdanjega Krimskega kanata in tudi ozemlje ob Črnem morju med Južnim Bugom in Dnestrom z Odeso in Očakovim. Poljsko upiranje se je končalo z drugo delitvijo Poljske (1792) in po ponovnem uporu pod vodstvom Tadeusza Kosciuszka s popolno likvidacijo poljske države. Rusija je v treh delitvah Poljske dobila ves njen vzhodni del in Livonijo do Baltskega morja in reke Nemen. Rusija je presegla obseg, o katerem je sanjal Peter Veliki.
Malo pred smrtjo je Katarina poslala na pohod proti Perziji vojsko 20.000 mož, ki se je ustavila v Derbentu in Bakuju. S tem je začela vojno na Kavkazu, s katero so se ukvarjali njeni nasledniki.

### Reforme Katarinine Velike
Peter Veliki je uspel modernizirati državno upravo le na najvišjem nivoju, medtem ko je lokalno upravo prepustil zemljiškim gospodom in tradicionalnim podeželskim občinam. Katarina je leta 1767 ustanovila zakonodajno komisijo, v kateri so bili predstavniki vseh slojev razen tlačanov, ki naj bi zbrala informacije in predloge, ki bi pripomogli k spremembi lokalne uprave, a jo je že naslednje leto razpustila. Po uporu Pugačeva (1773–74), ki je jasno opozoril na odtujenost kmetstva in neprimernost obstoječe lokalne uprave, je leta 1775 izdala Zakon o pokrajinah, ki ga je leta 1785 dopolnila z Listino o pravicah plemstva in meščanov. Ti zakoni so potem veljali do sredine 19. stoletja.
Po novih zakonih je bilo ozemlje imperija na novo razdeljeno na gubernije, po številu prebivalcev približno enake dele ne glede na tradicijo in ekonomske povezave. Kot namestniki carice so jih vodili gubernatorji. Gubernijske pisarne so bile oblikovane kot podaljšek centralne uprave. Uradnike so iz svoje sredine volili na podeželju plemiči in v mestih višji sloji meščanov. Skrbeli so za upravne, policijske in sodne zadeve, za pobiranje davkov in za izvajanje ukazov s centralnega nivoja. Vzporedno so imele svoje voljene predstavnike tudi stanovske in interesne skupine, ki so reševale probleme in manjše spore na svojih področjih. Nižji sloji in tlačani niso imeli nikogar, ki bi poskrbel zanje in jih ščitil.
Katarina Petrovega sistema centralne uprave ni spreminjala, le da so vse večji vpliv dobivali predsedniki kolegijev. Zelo je porasel vpliv vodje senata, katerega položaj je kar četrt stoletja zasedal caričin zaupnik, knez Vjazemskij. Z vrha je delovanje uprave, tako kot prej Peter Veliki,  nadzirala, koordinirala in reševala konflikte Katarina sama, dokler ni, ko se je že nekoliko postarala, to delo prepustila na novo ustanovljenemu državnemu svetu.
Sodna ureditev imperija je bila zastarela, iz leta 1649. Leta 1767je ob sklicu zakonodajne komisije, ki naj bi spreminjala tudi ta zakon, Katarina skicirala navodilo, ki je v glavnem sledilo mislecem nemške politične filozofije in naravno pravnim normam; navodilo je postavljalo dolžnosti pred pravice, poudarjalo odgovornost za blaginjo naroda in spodbujanje osebnih interesov znotraj veljavnega pravnega reda. Komisija je bila naslednje leto razpuščena in zakon ni bil izdelan, Katarinini napotki pa so vso prvo polovico 19. stoletja opozarjali na potrebnost politične in zakonske modernizacije Rusije.
Katarinina socialna politika je plemiče, ki jih je že Peter III. odvezal služenju državi, poskušala vzpodbuditi k ekonomskim dejavnostim in zmanjšati njihovo odvisnost od državnih služb. Posestnikom je dala pravico izkoriščanja površinskih in podzemskih virov na svojih posestvih ter prodajanja pridelkov in tlačanskega dela. Leta 1765 je vzpodbudila ustanovitev Svobodnega ekonomskega druženja, ki je podjetnikom omogočalo poceni kredite in dostop do najmodernejših tujih poljedelskih orodij. Mnogi plemiči so sledili tem vzpodbudam in se vrnili na deželo, kar pa je nižjim slojem in tlačanom prineslo le večje delovne obveznosti in večje priganjanje k delu.
Listina iz leta 1785 je nižjemu plemstvu po gubernijah omogočila ustanavljanje stanovskih združenj; ta so iz svoje sredine volila predstojnike in uradnike, ki so skrbeli za lokalne institucije (šole, sirotišnice itn.). Nova ureditev je povečala interes za lokalne zadeve in vzpodbudila družabno življenje.
Katarina cerkvi ni vrnila ozemelj, ki jih je cerkvi odvzel že Peter III.; s sekularizirano cerkveno zemljo in tlačani na njej je nagrajevala svoje ljubljence.
Kmečka revščina je vodila k uporom, med katerimi je bil največja vstaja pod vodstvom kozaka Pugačeva v letih 1773–74, ki je zajel ves vzhodni del evropske Rusije in jasno pokazal razpoloženje ruskega naroda in njegovo sovražnost do petrograjskega dvora.
V času vladanja Katarine Velike se je veliko gradilo, naraščalo je število urbanih centrov, obnavljala so se  stara mesta. S plemiči in uradniki so prihajali na deželo obrtniki, trgovci, umetniki. Že Peter III. je izdal zakon, ki je dovolil kmetom prodajanje njihovih izdelkov v bližnjih mestih; vzniknil je razred malih trgovcev; listina iz 1785 je to dejavnost podprla z upravno ureditvijo.

### Duhovni razvoj in vznik narodne zavesti
Peter Veliki je vzpodbujal šolanje in izobraževanje predvsem v tehničnih vedah, ki so bile potrebne za vojsko in državno upravo. Po nekaj generacijah je postala v plemiških krogih izobrazba osebna potreba in način za pridobivanja ugleda v družbi. V 1760-ih letih je v petrograjskih salonih raslo zanimanje za umetniška in kulturna dela. V 1780-ih so že bili na razpolago ruski prevodi klasikov evropske literature. Bogati so najemali domače učitelje za vzgojo svojih otrok in otrok revnih sorodnikov. Razširile so se vojaške, pomorske in splošne šole. Petrogajska akademija in Moskovska univerza sta se uvrstili med pomembne evropske ustanove.
Tudi programi cerkvenih šol so bil primeri za praktične poklice. Iz teoloških akademij so prihajali prvi domači akademiki, učenjaki in znanstveniki. Veliko strokovnjakov je prihajalo tudi iz tujine. Mnogi so učili na petrograjski akademiji in moskovski univerzi.
Ruski plemiči so postali dovzetni za misli francoskih racionalistov ter nemških naravoslovcev in filozofov. Brali so najrazličnejše avtorje, kot so Descartes, Jean-Jacques Rousseau,  Leibniz, Samuel von Pufendorf, Christian Wolff, se zanimali za prostozidarstvo in nemški pietizem. Izobraženci so se začeli zavedati svoje odgovornosti do družbe in začeli razmišljati, kako jo izboljšati. Mnogi so prihajali do zaključka, da napredek v morali ni mogoč brez izboljšanja gmotnega položaja človeka, kar je pripeljalo do filantropije in socialnih aktivnosti. Mnogi so prišli do prepričanja, da je treba skrb za človeka postaviti pred skrb za državo.
Vzporedno se je budila tudi narodna zavest in ponos, da so se Rusi po zaslugi vzpodbude Petra Velikega uspeli sami dvigniti na kulturni in politični nivo velike evropske države; da je izobražen Rus postal "pravi sin domovine", ki skrbi za svoje sodržavljane. In pomembno je, da do tega ni prišel le s posnemanjem zahoda, ampak je to sad razvoja ruske zgodovine. Zbudilo se je zanimanje za rusko zgodovino in prišlo je do prvih domačih zgodovinopisnih del.
Novi občutek narodnostnega ponosa in osebne samozavesti se je po eni strani ujemal s Katarininimi prizadevanji v korist plemstva; pripravljena je bila pospeševati interese posameznih skupin in razredov prebivalstva in jim na njihovih področjih prepuščati čim več samostojnosti; ni pa se odrekala svojim pristojnostim na področjih, kjer bi lahko bil ogrožen obstoj režima in države. Iz izkušenj je bila prepričana, da ljudstvo potrebuje razsvetljenega vladarja, ki mu kaže pravo pot.
Kako močno jo je prestrašila francoska revolucija, se je pokazalo ob izidu potopisa Potovanje iz Sankt Peterburga v Moskvo, Aleksandra Radiščeva, leta 1790. Radiščev, ki se je vrnil iz Nemčije, je bil na pomembnem položaju v vladni službi. Opisal je socialne razmere, kot jih je videl na potovanju, posebno razčlovečenje podložnikov in korupcijo njihovih gospodarjev, in opozoril, da razmere niso le grožnja stabilnosti obstoječe ureditve, ampak tudi preživetju naroda. Katarina je, razjarjena, Radiščeva izgnala v Sibirijo. Postal je prvi politični mučenik ruske elite. Knjiga in avtorjeva usoda sta napovedovala antagonizem med inteligenco in oblastjo, ki je bil v Rusiji stalnica 19. stoletja.
.
Katarina je pred smrtjo dala pripraviti listino, v kateri je za svojega naslednika imenovala svojega vnuka Aleksandra. Toda Aleksander listine ni hotel uporabiti. Tako je svojo mater nasledil sin Pavel, intelektualno in čustveno nesposoben za vladarja.

### Pavlovo vmesno obdobje
Pavel (1796–1801), muhast in neuravnovešen, je bil strastno naklonjen vojski in je sovražil vse, kar je ustvarila njegova mati. Dvor je bil kar naenkrat poln vojakov. Skušal je vladati s pomočjo svojih ljubljencev, ne glede na tradicijo in uveljavljeni sistem. Sovražil je plemstvo in bil naklonjen podložnikom; tlako je omejil na tri dni v tednu, a ukrepa nihče ni upošteval. Kmalu si je nakopal sovražnost petrograjske gospode, pa tudi naroda.
Njegove zunanjepolitične poteze so bile polne nasprotujočih si odločitev. Slavnega ruskega vojskovodjo Suvorova je z vojsko poslal v Italijo, da se je boril na strani druge protifrancoske koalicije, potem pa se je sprl z Avstrijci in sklenil zavezništvo z Napoleonom proti Veliki Britaniji. V kratkem je proti Rusiji obrnil vse njene nekdanje zaveznike, še najbolj Britance, ki so začeli proti Pavlu plesti zaroto. Marca 1801 so zarotniki iz vrst visokih uradnikov na dvoru in iz garde Pavla umorili. Nastop njegovega sina Aleksandra I. je napovedal novo stoletje in novo obdobje v zgodovini Ruskega imperija.

## Vladanje Aleksandra I. (1801–25)
Aleksander I. (1801–1825) je sklenil mir s Francijo in Britanijo in obnovil normalne razmere z Avstrijo. V državni upravi je kolegije iz časa Petra Velikega zamenjal z ministrstvi, ni pa postavil prvega ministra, ki bi njihovo delo koordiniral. Njegovo upanje, da se bo lahko posvetil notranjim reformam v korist ljudstva, je zmotila Napoleonova napadalna politika.

### Vojne z Napoleonom. Osvojitve v Aziji
Rusija se je priključila tretji protifrancoski koaliciji (Velika Britanija, Rusija, Avstrija, Švedska), a preden so lahko Avstrijci in Rusi združili vse svoje čete, jih je Napoleon zvabil v spopad in pri Slavkovu prepričljivo zmagal (1805).
Naslednje leto je vojno Napoleonu napovedala Prusija in bila katastrofalno poražena v bitki pri Jeni in Auerstädtu (1806). Aleksander je leto za tem priskočil Prusom na pomoč, a je bil, po dveh porazih pri Pruskem Eylauu in pri Friedlandu, prisliljen v Tilsitu z Napoleonom skleniti mir (1807). Rusija pri tem ni izgubila svojih ozemelj. Cesarja sta uradno postala zaveznika in si razdelila svet v interesni sferi. To je Aleksandru omogočilo nadaljnja osvajanja. V finski vojni (1808–09) je Švedom iztrgal veliko vojvodino Finsko in v rusko-turški vojni (1806–12) dobil od Turkov Besarabijo (ozemlje med Prutom in Dnestrom, t. j. vzhodno polovico kneževine Moldavije, ki je bila turški vazal). Vzporedno je na Kavkazu potekala rusko-perzijska vojna (1804–13) za oblast nad Gruzijo in manjšimi kavkaškimi kneževinami; v vojni je Rusija utrdila svojo oblast v Gruziji (ki se je leta 1801 sama priključila ruskemu imperiju), Dagestanu, Azerbajdžanu z Bakujem in delu severne Armenije. Rusija je imela neomejen dostop do Črnega in Kaspijskega morja.
Rusko-francosko zavezništvo, ki nikdar ni bilo iskreno, se je vse bolj krhalo. Napoleona so skrbeli ruski strateški nameni z morskima ožinama Bospor in Dardanele, Aleksander pa je v Varšavski vojvodini (po Napoleonovem načrtu obnovljeni Poljski) videl močno Napoleonovo vojaško zaveznico. Rusija je leta 1810 prenehala upoštevati Napoleonovo celinsko zaporo in začela trgovati z Veliko Britanijo. Aleksandrov poskus leta 1811, da bi Poljake pridobil na svojo stran, ni uspel. Junija 1812 je Napoleon z vojsko, sestavljeno iz francoskih, motiviranih poljskih, odklonilno razpoloženih avstrijskih in pruskih enot napadel Rusijo. Prodrl je do Moskve, potem pa so Rusi v veliki domovinski vojni Francoze pregnali iz Rusije in skupaj z zavezniki četrte koalicije (Rusija, Prusija, Avstrija, Velika Britanija, Švedska), po dobljeni osvobodilni vojni (1813–15), 31. marca 1814 vkorakali v Pariz.
Aleksander je veljal za rešitelja Evrope. Na dunajskem kongresu (1815) se je zavzemal za obnovitev velike Poljske, sestavljene iz ozemelj, ki so si jih ob delitvah Poljske prilastile Rusija, Prusija in Avstrija, a sta temu nasprotovali Avstrija in Velika Britanija. Ustanovljena je bila Kongresna kraljevina Poljska (zmanjšana Varšavska vojvodina), formalno avtonomna, z Aleksandrom kot poljskim kraljem. Aleksander je kraljevini dal oktroirano ustavo. Odkar je Švedska z mirom v Kielu (1814) priznala suverenost Rusije nad Finsko, je bil Aleksander tudi uradni finski veliki knez. Na njegovo pobudo je bila ustanovljena sveta aliansa.
Rusija je izšla iz vojne kot največja evropska kopenska sila in je ugled velesile, ki se je je treba bati, uživala vso prvo polovico 19. stoletja. V zgodnjem 19. stoletju je imperij trdno stopil tudi na tla Aljaske.

### Notranje razmere in reforme
Aleksander I. je leta 1802 kolegije na državnem nivoju nadomestil z osmimi ministrstvi (kopenska vojska, mornarica, zunanje zadeve, sodstvo, notranje zadeve, finance, trgovina, prosveta). Prosvetno ministrstvo je leta 1804 izdelalo zakon o razvoju štirinivojskega javnega šolstva, od osnovne šole do univerze. Ustanovljenih je bilo več višjih šol in univerz, srednje šole v večini pokrajinskih središč. Ker je primanjkovalo denarja, je bilo malo storjenega na nižjih nivojih. Aleksander I. se je zavedal, da Rusija od vseh reform najbolj potrebuje odpravo tlačanstva, a so že manjše izboljšave položaja tlačanov vzbudile med plemstvom tolikšen odpor, da si ni upal dalje.
Leta 1809 je Mihael Speranski, občudovalec Napoleona, Aleksandru pripravil načrt preoblikovanja Rusije v ustavno monarhijo z narodno skupščino in piramido posvetovalnih in voljenih teles. A se je plemstvo tovrstnim razmišljanjem tako uprlo, da je moral Speranski zapustiti Sankt Peterburg. Car se je odločil, da je v danih razmerah (napovedovala se je vojna z Napoleonom) najbolje, ne posegati v tradicionalne upravne institucije.
Po vojni se je Aleksander odpovedal idealom razsvetljenstva in začel iskati rešitve družbenih problemov v misticizmu. Sam se je posvečal le še zunanji politiki, upravljanje države pa je prepustil konservativcem, ki jih je zmaga v vojni politično okrepila. Vodilno vlogo je dobil Aleksandru brezmejno vdani general Aleksej Andrejevič Arakčejev. Tako kot car se je tudi on močno bal revolucije. Državo je upravljal povsem po vojaško in jo nadzoroval s tajno policijo, kar je vodilo v ovaduštvo in korupcijo. V cerkvi so prišli do veljave različni pravoslavni mistiki.
A mladi izobraženi Rusi, ki so bili z vojsko v Evropi, so zahtevali reforme, ki jih je Aleksander sicer ves čas obljubljal, a ničesar storil. Pojavljale so se prostozidarske lože in tajna društva. Med njimi so nekatera prišla do zaključka, da je možno priti do sprememb le z revolucijo. Začeli so pripravljati atentat na carja, ko je ta nenadoma umrl (1825).

## Vladanje Nikolaja I. (1825–54)
Ko bi morala vojska 26. decembra 1825 javno priseči novemu carju Nikolaju I., so se vojaki uprli. Upor, poznan kot upor dekabristov, so Nikolaju zvesti vojaki krvavo zadušili.

### Notranje zadeve
Neljubi dogodek je dal pečat vsemu Nikolajevemu vladanju. Avtokrat po izgledu in vedenju, se je ves čas bal revolucije, sprememb. Nezaupljiv do plemstva je skušal vse storiti sam. Nehal je upoštevati ustaljene upravne institucije in njihove funkcije prenesel na »osebno pisarno njegovega veličanstva«, ki je s časom dobila šest novih oddelkov, od katerih je bil najpomembnejši tretji oddelek, ki je imel nadzor nad politično policijo, cenzuro in vojsko. Nikolaj se je za vodenje državnih poslov najraje posluževal priložnostnih odborov, sestavljenih iz njegovih maloštevilnih zaupnikov, in posebnih odposlancev, ki so njegove ukaze izvrševali neposredno, hitro in natančno. To pa je vodilo v korupcijo.
V takšnih razmerah ni moglo priti do nobenih pomembnih reformnih sprememb. Nikolaj je sicer Aleksandrovemu reformatorju Mihaelu Speranskemu dal nalogo, da je zbral vse ruske zakone in še veljavne med njimi izdal v 14. knjigah (Свод законов Российской империи), ki so leta 1835 postali obvezni zakonik Rusije. Tem je dodal še 15. knjigo, drakonsko strogi kazenski zakonik.
Kot Aleksander se je tudi Nikolaj zavedal nevzdržnosti ruskega tlačanstva, a je menil, da bi bilo še huje, če bi skušal v to poseči. Po dolgem oklevanju pa je vendarle imenoval generala Pavla Kiseljova za vodjo ministrstva za državne posesti (na državnih posestvih je živela približno polovica kmetov, ki so veljali za svobodne, a so bili omejeni v gibanju) in mu dovolil, da je ustvaril upravni sistem, ki je segal vse do vaških upravnih enot (volost), katerim so načelovali voljeni župani. V teh enotah je predvidel tudi sodišča za razreševanje sporov med kmeti, v načrtu so bile šole, ustanove za zdravstveno oskrbo, skladišča za rezerve hrane. A ponovno je bilo pri plemstvu preveč odpora, da bi se sistem lahko uveljavil.

### Razvoj gospodarstva
Čeprav so se oblasti upirale spremembam, pa je z novimi znanji in tehnologijami kapitalizem že vdiral v Rusijo. Država je podpirala industrijo z zaščitnimi carinami. Bogati rudniki na Uralu so bili v 18. stoletju med velikimi proizvajalci surovega železa v Evropi. Razvijala sta se bombažna industrija in rafinerije sladkorja. Ustanavljali so posebne šole za napredek za poučevanje znanj, potrebnih v trgovini, tehniki, gozdarstvu. Močno je narasel izvoz žita. Leta 1851 so zgradili prvo železnico na trasi Sankt Peterburg-Moskva.
Močno je naraščalo število mestnega prebivalstva, katerega gonilna sila so bili trgovci, ki jih je država podpirala z zakoni. V posameznih industrijskih centrih, npr. v Ivanovem s tekstilno industrijo v centralni Rusiji, so se pojavljali zametki delavskega razreda. Ostali prebivalci mest so bili majhnimi trgovci in umetniki, ki so skupaj s podložniki živeli v mestih z dovoljenjem gospodarjev kot hišni služabniki in priložnostni delavci.

### Družba in kultura
V ruskem imperiju, z mnogimi narodi in verami, so bili med narodnostmi tradicionalno privilegirani Rusi in med verami pravoslavje; nekoliko niže so kotirala ostala krščanska verovanja, še niže muslimani in najniže judje. A car Nikolaj ni maral takšnega razvrščanja. Zanj je bila glavna poslušnost. Car je od vseh pričakoval, da bodo poslušni, ni pa od ne-Rusov pričakoval, da bodo postali Rusi. Najbolj je mrzil Poljake, ker mu niso bili lojalni in so se upirali. Tudi ni videl rad, da so se Ukrajinci proglašali za poseben narod.
Leta 1833 je Nikolajev prosvetni minister, grof Sergej Uvarov, dobil od carja privoljenje, da je v Kijevu ustanovil novo univerzo z namenom, da skozi šolstvo širi ruski jezik in rusko kulturo na račun poljščine in ukrajinščine. Nasprotno je bil ruski uradnik v Rigi grajan, ko je car izvedel, da skuša širiti ruščino med baltskimi Nemci. Od tam so prihajali odlični oficirji in uradniki in car je pustil, da so vladali tamkajšnjim Estoncem in Litovcem.
Sicer pa so bili ruski uradniki slabo izobraženi, nezanesljivi, slabo plačani in podkupljivi; odločanje in odgovornost so potiskali vse više, vse do carjeve mize. Takšna centralizacija odločanja je pomenila počasnost. K tej so prispevali tudi nasprotujoči si, velikokrat diskriminacijski zakoni.
Okrog izobraževanja se car Nikolaj I. ni kaj dosti trudil, ker ni želel, da bi bilo za vse dostopno. Na srednjih in visokih šolah so študirali v glavnem plemiški sinovi in sinovi bogatih meščanov. A so se vendarle v času carja Nikolaja I. v Rusiji pojavljali poznani znanstveniki, kot sta zgodovinarja Sergej Solovjov in Timofej Granovski, pravnika Kaveljin in Rjetkin, zdravnik Nikolaj Pirogov, slavisti Sreznjevski, Bodanski, Lavrovski itn. Očitno pa je Nikolajev čas, ki ga imajo zgodovinarji za temno obdobje ruske zgodovine, vzpodbudil k ustvarjanju tudi mnoge literate, kot so pisatelji in pesniki Puškin, Lermontov, Gogolj, Dostojevski, Turgenjev, Gončarov, ukrajinski pesnik Taras Ševčenko in književni kritik Belinski
Izoblikovali sta se dve intelektualni smeri: slovanofilska in zahodna. Slovanofili so videli bodočnost Rusije v tradiciji ruskega ljudskega življenja in so se želeli izogniti zahodnemu kapitalizmu, liberalizmu in vsaki obliki demokracije. Oblásti so bili ljubši kot zahodnjaki, ki so želeli iti po poti Evrope, kapitalizma in liberalizma.
Nekako istočasno pa so se oblikovala tudi ruska revolucionarna razmišljanja, katerih utemeljitelji so bili Bakunin, Hercen in Belinski.

### Nikolajeva zunanja politika
Nikolaj I. se je z vojno prvič srečal leta 1826 na področju Kavkaza, ob vdoru perzijske vojske v Karabah. V protinapadu so Rusi prodrli vse do Urmijskega jezera. Z mirom v Turkmančaju (februar 1828) je Rusija dobila armensko pokrajino Erevan; meja s Perzijo je bila določena na reki Aras. Leta 1840 je dobila pod svoj vpliv tudi pastirska ljudstva Kazahstana. V Aziji je Rusija širila svoj vpliv na račun Angležev.
Nikolaj se je začel javno proglašati za zaščitnika kristjanov, zlasti tistih pod turško oblastjo. Leta 1826 je pritisnil na sultana Mahmuda II. (ki je ravnokar razpustil janičarsko vojsko), da mora izpolniti do Moldavije, Vlaške in Srbov obveznosti, ki jih je prevzel z mirom v Bukarešti (1812). Ob tej priložnosti si je zagotovil tudi svobodno plovbo ruskih ladij skozi Bospor in Dardanele. Leta 1827 se je pridružil ultimatu Anglije, Francije in Turčiji, s katerim so za Grčijo zahtevale avtonomijo. Potem ko Turčija na ultimat ni odgovorila, je ruska mornarica sodelovala v Jonskem morju v bitki pri Navarinu (danes Pylos, 20. oktober 1827). Turčija je zato ruskim vojnim ladjam prepovedala plovbo skozi ožini, na kar je Rusija napovedala Turčiji vojno.
V rusko-turški vojni (1828–29) je Rusija prodrla na Balkanu do Odrina in skozi Gruzijo v severno Anatolijo v Mali Aziji. Z mirom v Odrinu (1829) je dobila velik del črnomorske obale z delto Donave in pravico do protektorata nad Moldavijo in Vlaško, dokler ji Turčija ne bi plačala velike odškodnine. Turčija je morala ruskim vojnim ladjam zagotoviti prosto plovbo skozi ožini med Črnim in Sredozemskim morjem. Vojaško nemočni sultan Mahmud II., ki ga je ogrožal njegov vazal, egiptovski sultan, je leta 1832 Nikolaja prosil za zaščito in jo dobil. S tem je Rusija postala popoln gospodar režima plovbe skozi ožini. Evropskim silam to ni bilo všeč in leta 1841 je prišlo do sporazuma med Rusijo, Veliko Britanijo, Francijo, Avstrijo, Prusijo in Turčijo, po katerem so bile Dardanele zaprte za vse vojne ladje, razen turških in v primeru vojne tudi vojnih ladij turških zaveznic.
Leta 1830 je na Poljskem izbruhnila vstaja proti ruskemu režimu, ki se je naslednje leto razvila v poljsko-rusko vojno, v kateri uporni Poljaki niso imeli možnosti za zmago. Evropo je preplavila množica poljskih emigrantov, ki so širili mržnjo proti Rusom in njihovem carju.
Nikolaj, od vsega začetka nenaklonjen demokratičnim gibanjem, je v letih 1848 in 1849 pomagal zatreti revolucije v Bukarešti in na Ogrskem. Njegovo rožljanje z orožjem je vse bolj vznemirjalo tudi vlade evropskih velesil, še posebej ker so Nikolajeve nediplomatske izjave dale slutiti, da namerava Rusiji pripojiti velik del Turčije. Ko je leta 1853 ruska vojska zasedla Moldavijo in Vlaško in je ruski admiral Nahimov pri Sinopu potopil turško črnomorsko ladjevje, so se na Dunaju sestali predstavniki velikih sil in od Nikolaja zahtevali, da konča vojno. Ker je car poziv zavrnil in se tudi ni odzval na osebno pismo Napoleona III., so se vojske Turčije, Francije in Britanije septembra 1854 izkrcale na Krimskem polotoku in začele oblegati Sevastopol. Tik pred njegovim padcem, leto dni kasneje, je Nikolaj umrl.
Poraz v krimski vojni (1854–56) je tudi domači ruski javnosti, ki je bila dotlej zaverovana v nepremagljivost ruske vojske, razkrila vse slabosti tedanjega ruskega imperija.

## Vladanje Aleksandra II. (1855–81)
Aleksander II. je prevzel vodenje ruskega imperija v nezavidljivem položaj. Vojska je bila tik pred porazom v krimski vojni. V državi, ki je v zadnjih desetletjih še povečala družbeni in socialni zaostnek za Evropo, je v tisku in javnosti po dolgotrajni cenzuri  izbruhnil val nezadovoljstva.
Z mirom v Parizu, leta 1856, je smela Rusija obdržati prisotnost svoje vojne mornarice v Črnem morju le simbolično. Zapustiti je morala vse utrdbe ob njem, se odreči delu Besarabije in protektoratoma nad Moldavijo in Vlaško. Ker je bilo očitno, da država potrebuje velike notranje spremembe, Aleksandru ni preostalo drugega, kot da se takoj loti reform.

### Obdobje reform
Aleksander II. je za začetek osvobodil politične zapornike in sibirske pregnance, omilil položaj judov in pravoslavnih sekt, omejil barbarsko srednjeveško kaznovanje, odpravil prepovedi potovanj v tujino, omilil strogost ruske oblasti na Poljskem. Obljubil je temeljite reforme in pozval prebivalstvo k sodelovanju. Javna razprava je hitro pokazala, da je tlačanstvo tisto, ki najbolj ovira razvoj ruske družbe. Tlačani so bili kmetje na privatnih zemljiščih, ki so imeli obveznosti do države in zemljiškega gospoda, ki je bil praktično tudi njihov gospodar. Takšnih je bilo tedaj še skoraj polovica.
Aleksander je začel plemstvo prepričevati, "da je bolje odpraviti tlačanstvo od zgoraj, kot čakati, da se podložniki začno osvobajati sami od spodaj". Za zgled so Aleksander, nekateri člani carske družine in nekateri snovalci reform osvobodili svoje kmete (med njimi notranji minister Nikolaj Aleksejevič Miljutin, ki je reforme načrtoval, in napredni veleposestnik Jurij Samarin). S tem pot nazaj ni bila več mogoča. Zagrizena javna razprava pa se je razvnela o tem, na kakšen način in koliko zemlje lahko kmetje dobijo.
Debate je leta 1861 presekal Aleksander z izdajo Uredbe o osvoboditvi kmetov od tlačanske odvisnosti. Po njej so postali kmetje svobodni; zemljo in hišo so si lahko odkupili, za kar jim je vlada obljubila posojilo. Uredba je bila kompromis, s katerim so bili vsi nezadovoljni. Za plemiče je bila reforma preveč radikalna, za kmete nezadostna. Kmetje so dobili slabo zemljo ali pa so jo dobili premalo za preživetje. Dokler je niso plačali, so bili še naprej odvisni od zemljiškega gospoda. Marsikateri kmet je bil na slabšem kot prej. Mnogi še po dvajsetih letih niso mogli zemlje odplačati. Vsekakor pa je imela osvoboditev kmetov velik psihološki učinek.
Zemlja zemljiških gospodov je prešla na državo. Tradicionalne kmečke občine, po rusko imenovane mir ali obščina, so dobile nalogo, da v imenu države razdelijo zemljo med osvobojene kmete.
Leta 1864 je bil uzakonjen celovit sistem lokalne uprave in sodstva (zemstvo), ki je vzpostavil povezavo med državno upravo in mirom. V vsaki guberniji in vsakem okraju je bila ustanovljena voljena predstavniška skupščina (zemskoe sobranje) in lokalna uprava (zemskaja uprava). Na izvolitev delegatov so imeli bogatejši večji vpliv. Uprava je imela nalogo, da izvaja ukaze centralne uprave, rešuje lokalne probleme, razporeja denar za lokalne potrebe (šole, zdravstveno in socialno oskrbo). Za pobiranje davkov (ki je bilo dotlej v pristojnosti zemljiškega gospoda) je po novem skrbel državni uradnik.
Zemstva so imela tudi svoja sodišča, organizirana po evropskem (največ francoskem) vzoru; sodnikov se ni dalo kar odstaviti, vpeljana je bila porota, sojenja so postala javna, telesne kazni niso bile povsem odpravljene, bile pa so močno omejene, ustanovljena so bila prizivna sodišča. Tudi mir je dobil sodišče za manjše spore. Velika slabost sodne ureditve pa je bila pravica notranjega ministrstva, da je lahko brez sodbe preganjalo ljudi, ki so se zdeli oblasti politično nevarni.
Leta 1870 so tudi mesta dobila predstavniške skupščine, dume.
V 1860-ih in 1870-ih letih je potekala tudi reforma vojske, ki jo je vodil general Dimitrij Aleksejevič Miljutin (brat notranjega ministra, vojni minister v obdobju 1861–81). Leta 1874 je bila vpeljana splošna vojaška obveznost; enaindvajsetletniki so bili vpoklicani za 6 let (namesto prejšnjih 25); ker je država potrebovala le kako tretjino vojaških obveznikov, se ni bilo težko odkupiti. Izboljšale so se vojaške šole, ki so postale teoretično dostopne za vse sloje, a v njih so se še vedno šolali v glavnem le plemiči.
Najvažnejša je bila reforma izobraževanja. Ustanavljali so nedeljske šole namenjene opismenjevanju neukega ljudstva. Število šol se je v času vladanja Aleksandra II. potrojilo. Leta 1863 so dobile univerze avtonomijo. Tudi število študentov se je potrojilo.

### Aleksandrova nepriljubljenost
Uredba o osvoboditvi kmetov je bila za mnoge kmete in napredne izobražence veliko razočaranje. Kmetje so pred reformo razmišljali takole: »Mi smo vaši, zemlja pa je naša.« Sedaj so morali plačati za nekaj, za kar so od nekdaj mislili, da je njihova pravica.
Že ob prvih reformah je tudi liberalno plemstvo zase zahtevalo neko vrsto posvetovalne skupščine ne nivoju države, a car in ljudje okrog njega so to odklonili, češ da mora ostati princip avtokracije nedotaknjen, da bi car »z zvezanimi rokami« ne mogel izvajati »načrtov, ki jih mora opravljati v prid ljudstva.« Ta odločitev, sprejeta v začetku 1860-ih let, je bila velika napaka. Rusija je s tem izgubila možnost izmenjave političnih mnenj in učenja demokratičnega dialoga ter se odrekla sodelovanju mnogih talentiranih ljudi.
Že kmalu se je začelo pojavljati izražanje nezadovoljstva, krožili so lističi z različnimi zahtevami po spremembah, po ustavi, tudi s pozivi k vstaji. Nemir v družbi, zlasti na univerzah, se je povečal leta 1863 v podporo vstaji na Poljskem. Ruska vlada je skušala vse to zaustaviti s prepovedmi i omejitvami, univerzi v Petrogradu in Moskvi sta bili nekaj časa celo zaprti. Nihilizem, ki je bil tedaj razširjen med rusko mladino, se je iz svetovnega nazora prelevil v revolucionarno gibanje. Prihajalo je do političnih nemirov, spopadov študentov s policijo, zapiranja in obsodb. Leta 1866 je bil v Sankt Peterburgu izvršen poskus atentata na Aleksandra II. in naslednje leto ponovno v Parizu. Ti dogodki so zaustavili Aleksandrovo voljo do reform in ga usmerili na pot konservativne politike.

### Konservativno obdobje
V 1870-ih letih se je revolucionarna dejavnost nadaljevala. Nekateri mladi revolucionarji so skušali za sodelovanje pridobiti kmete, a ti sploh niso razumeli, k čemu jih nagovarjajo; prišli so do zaključka, da se bodo morali dejanj lotiti sami. Leta 1876 so se začele pojavljati tajne zarotniške organizacije.
Vojna s Turčijo (1877–78), ki je bila po vojaški plati uspešna, je še poslabšala življenjske pogoje in razpoloženje do carja, kateremu so očitali, da je za pogajalsko mizo zapravil, kar so v boju pridobili generali. Prihajalo je do novih demonstracij in posledično do povračilnih ukrepov države in do množičnih sodnih procesov. Leta 1879 se je pojavila Ljudska volja, radikalna frakcija zarotniške organizacije, ki je sprejela teror za svoje osnovno borbeno sredstvo; zadala si je nalogo, da prevzame oblast v svoje roke in jo potem preda ljudstvu; njen prvi cilj je bil uboj carja.
Odtlej so spopadi med oblastjo in teroristi samo še eskalirali. Aleksander je za gubernatorje mest postavil poznane generale in jim dal neomejeno oblast; po upravni poti je bilo poslanih v Sibirijo na tisoče ljudi, dogajale so se obsodbe in usmrtitve. Atentatorji so vrgli v zrak carski vlak (1879) in carsko jedilnico v Zimskem dvorcu (1880, 60 gardistov je bilo mrtvih, 40 ranjenih). Dejanja nihilistov so vzbujala simpatije celo med vrhovi ruske aristokracije.
Končno je Aleksander spoznal, da represija le slabša položaj in je spremenil taktiko. Tisoči so se začeli vračati iz Sibirije, car je dovolil objavo že eno leto pripravljene ustave, ki bi delu inteligence in aristokracije omogočila nekaj soudeležbe v državni oblasti. Ustava je bila že v tiskarni, ko so Aleksandra marca 1881 v trinajstem poskusu vendarle ubili.

### Dogodki na Balkanu in osvojitve v Aziji
Londonska konferenca (1871) je dovolila Rusiji obnoviti vojno mornarico na Črnem morju. Leta 1873 so se na Dunaju trije cesarji (Franc Jožef, Viljem I., Aleksander II.) dogovorili, da bodo osebno sporazumno reševali morebitne spore.
Leta 1876 je srbsko-turška vojna v Rusiji vzpodbudila izbruh panslavizma. Zaradi tega, predvsem pa zaradi tradicionalnih strateških interesov, je aprila 1877 Rusija Turčiji napovedala vojno, v kateri je prodrla vse do Istanbula. V miru v San Stefanu (marec 1878) so morali Turki sprejeti ustanovitev velike, neodvisne Bolgarije. A evropske velesile tega miru niso priznale. V strahu, da bi z njim Rusija dobila prevlado na Balkanu in nadzor nad vstopom v Črno morje, so sklicale kongres v Berlinu (marec 1878), kjer je morala Rusija pristati na veliko manjšo Bolgarijo. Kongres je dal Avstriji pravico, da zasede Bosno in Hercegovino. Vse to je ruska javnost sprejela kot veliko ponižanje.
Z Japonsko je imela Rusija dobre odnose. Državi sta v letih 1855–58 sklenili tri pogodbe. Njun sporazum v Sankt Peterburgu (1875) je Rusiji pripisal otok Sahalin in Japonski Kurilske otoke.
V letih 1858–60 so se Rusi v Pekingu pogodili s Kitajci za medsebojno mejo na reki Amur; ob pacifiški obali so Kitajci odstopili Rusom še dolg pas ozemlja južno od ustja reke Amur; tam je Rusija začela graditi pomorsko bazo Vladivostok. Leta 1867 je ruska vlada prodala vladi Združenih držav Amerike Aljasko za 7.200.000 $.
Rusija si je do leta 1864 podredila ves Kavkaz, potem ko je od tam pregnala uporne Čečene. Hkrati so Rusi v Kavkazu izvedli Čerkeški genocid, s katerim so Čerkeze skoraj povsem iztrebili. Osvajanja je sistematično nadaljevala v Turkistanu, naseljenem s starodavnimi plemeni. Britanske oblasti v Indiji so gledale na to z nezaupanjem in strah pred ruskim vmešavanjem v Afganistan je v letih 1878–80 pripeljal do angleško-afganistanske vojne. V 1880-ih se je ruska ekspanzija razširila na Turkmenistan na vzhodni obali Kaspijskega jezera, katerega ljudstvo je nudilo precej močnejši vojaški odpor, in dalje v Tadžikistan in gorato Kirgizijo.

## Obdobje reakcije do prve velike revolucije (1881–1905)
Aleksander III. (1881–94), je bil prepričan, da se s popuščanjem ne da boriti proti terorizmu. Njegova policija je polovila očetove morilce, pet je bilo obešenih. Leta 1882 je prišel na položaj notranjega ministra oster in sposoben grof Dimitrij Andrejevič Tolstoj, ki je v kratkem času razbil tajne organizacije.

### Opustitev reform, represija in neobčutljivost za družbene razmere
Aleksander III. se je sprva čutil dolžnega očetove reforme nadaljevati, a ga je njegov konservativni vzgojitelj Konstantin Petrovič Pobedonoscev prepričal, da je storil ravno nasprotno; reforme so bile ustavljene, svoboda izražanja omejena, okrepljena sta bila centralna oblast in vpliv uradne cerkve.
Pravosodje je prišlo pod politični nadzor. Šolski programi so bili usmerjeni k ruski tradiciji, vzgajanju pokorščine do carja in uradne cerkve. Univerze so izgubile avtonomijo, mnogi profesorji so bili odpuščeni ali pa prisiljeni k odpovedi. Študentje so prišli pod nadzor politične policije, okrepljena je bila cenzura. Ustanovljene so bile cerkvene šole, v katerih je program šolanja določala pravoslavna cerkev.
Leta 1889 je bil vzpostavljen sistem zemskih načelnikov-guvernerjev, ki jih je imenovalo notranje ministrstvo iz plemiških vrst; nadzirali so lokalno samoupravo, ki je bila močno omejena. Njihovo vmešavanje je najbolj prišlo do izraza ob slabi letini leta 1891, ko so ovirali lokalne oblasti pri izvajanju blažilnih ukrepov ob hudi lakoti. To leto so se ponovno začeli pojavljati upori, ki jih je še stopnjevala carjeva smrt tri leta kasneje. Oblast je napetosti v narodu sproščala z organiziranjem pogromov proti judom.
Novi car, Nikolaj II. (1894–1918), ki je bil prepričan, da se itak vse dogaja po božji volji, ni dojel položaja in njegov svetovalec Pobedonoscev, ki je vodil že carjevega očeta, ga je prepričal, da ni treba ničesar spremeniti.
Leta 1897 so izbruhnile velike stavke v Sankt Peterburgu. Leta 1899 je prihajalo do velikih nemirov na univerzah v Kijevu, Sankt Peterburgu, Moskvi. Spet so se začeli atentati (ubita sta bila prosvetni minister Bogoljepov, notranji minister Sipjagin). Leta 1902 so bili kmečki nemiri in Lev Tolstoj je tik pred smrtjo carju napisal pismo, v katerem ga je opozoril na nevzdržno stanje.

### Gospodarstvo in družba v drugi polovici 19. stoletja
Ne glede na politične razmere pa je v Rusijo prodirala evropska tehnologija in kapitalizem. Osvoboditev kmetov je industrijo oskrbela z obilico delovne sile. Že v času Aleksandra II. so zgradili 22.000 km železniških prog, ki so omogočale mobilnost po vsej državi, in kasneje njihovo gradnjo pospešeno nadaljevali. Leta 1881 so začeli graditi transsibirsko železnico, ki je leta 1916 dosegla Vladivostok.
Gradnja železnic in hitro razvijajoča se vojaška industrija so potrebovale veliko jekla in železa. Z osvoboditvijo kmetov so rudniki na Uralu izgubili veliko delovne sile, močan metalurški center pa se je razvil v Ukrajini na osnovi železove rude v Krivoj Rog-u in premoga iz donetskega bazena. Tudi Poljska je imela močno železarstvo.
Iz črpališč v Bakuju ob Kaspijskem morju so vozili zemeljsko olje predvsem v Moskvo in Sankt Peterburg; v slednjem sta se razvijali strojna in elektostrojna industrija. Napredovale so tekstilna in sladkorna industrija.
Leta 1897 je finančni minister Sergej Juljevič Witte (minister v letih 1892–1903, potem do 1906 premier) uspel postaviti rubelj na zlato osnovo in s tem opogumil tuje investitorje, da so začeli vlagati svoj kapital v ruska podjetja, Francozi in Belgijci predvsem v metalurgijo na jugu države, Britanci v črpanje zemeljskega olja, Nemci v elektrostrojno industrijo.
Z industrijo se je množil delavski razred, ki je živel v zelo slabih razmerah. Nekoliko bolje je bilo v prestolnici, kjer je bilo delavce teže dobiti in se je delavstvo začelo razvijati v moderen delavski razred. Leta 1882 je inšpektorat za delo omejil delovni čas za moške in ženske na 11,5 ur, pri nočnem delu na 10 ur. Čeprav so bile stavke prepovedane, so se občasno pojavljale. Poskusi države, da bi z nekaj delavskimi zakoni izboljšala položaj delavcev, niso bili zadostni.
Medtem ko je država razvoj industrije pospeševala, predvsem zaradi vojske, je kmetijstvo predstavljalo zanjo le vir davkov in je ostalo temu primerno zaostalo in primitivno. Leta 1882 je bila ustanovljena kmečka deželna banka in leta 1885 plemiška. Davki na potrošnjo (sladkor, tobak, vžigalice, olje) so zelo bremenili kmeta. Leta 1894 je država vpeljala monopol na alkohol. Za kmečko revščino je bila marsikje kriva tudi prenaseljenost. Kmetje so se zato selili v Sibirijo (koncem stoletja po 200.000 na leto). Pojavljale so se politične zahteve po ponovni porazdelitvi zemlje.
Izobrazba je bila na zelo nizkem nivoju. Ob koncu stoletja je imelo drugo stopnjo izobrazbe (srednjo šolo) v Rusiji manj kot 1 % prebivalstva in visokošolsko manj kot 0,1 %. Javne in cerkvene šole je obiskovalo le 27 % šoloobveznih otrok . K takšnemu stanju je prav gotovo prispevalo nezanimanje ruskih oblasti za izobraževanje naroda.
Ruski revolucionarji so prihajali najprej iz krogov izobražene plemiške mladine. Ilegalne socialistične stranke so nastale razmeroma zelo pozno. Leta 1901 so nekdanji člani Ljudske volje ustanovili stranko socialnih revolucionarjev; ti so najprej upali, da se bo Rusija lahko izognila kapitalizmu. Ko je postalo jasno, da to ne bo mogoče, so skušali omejiti njegovo delovanje in zgraditi socialistični red na temelju vaških komun. Zemlja naj bi bila socializirana, kmetje pa bi jo obdelovali kot "lastniki dela".
Že nekoliko prej, leta 1898 na kongresu v Minsku, je bila iz več ilegalnih delavskih skupin ustanovljena stranka socialnih demokratov; ti so se zavedali, da bo šel razvoj v smeri industrializacije in da bo delavski razred osnova bodoče socialistične organiziranosti. Leta 1903 so se socialni demokrati na kongresu, ki se je začel v Bruslju in nadaljeval v Londonu, razdelili na t. i. boljševike (ki so dobili na kongresu večino) in manjševike, kakor so kasneje imenovali vse druge skupine skupaj. Boljševike je vodil Vladimir Iljič Uljanov-Lenin, ki se je zavzemal za oblikovanje ožjega, aktivnega jedra poklicnih revolucionarjev, ki bi bili sposobni organizirati revolucionarne delavske množice proti carskemu režimu. Lenin je veliko pozornosti namenjal tudi kmetom, kot potencialni revolucionarni sili.

### Rusifikacija
Ruska oblast je začela z načrtno rusifikacijo na Poljskem, potem ko je zadušila vstajo Poljakov in Poljsko integrirala v rusko državo (1864). Poljski jezik je prenehala biti uradni jezik v uradih, šolah. Leta 1880 je prišlo tako daleč, da so celo v osnovnih šolah poučevali samo v ruščini.
Tudi v Ukrajini so po letu 1864 kaznovali vse znake narodnostnega delovanja. Leta 1876 so prepovedali vse publikacije v ukrajinščini razen zgodovinskih dokumentov. Zato pa so toliko bolj cvetele narodnostne in politične aktivnosti za avstrijsko mejo v Galiciji. Veliki ukrajinski zgodovinar Mihaijlo Sergijovič Gruševskij in socialistični pisec Mihajlo Petrovič Dragomanov sta izdajala svoja dela, ki so jih tihotapili preko meje
V 1890-ih je ruska oblast razširila politiko rusifikacije na vso Rusijo. Ni več zadostovalo, tako kot v časih Nikolaja I., da so bili podložniki carju pokorni, morali so postati Rusi. Takšna politika je imela precejšnjo podporo v vseh slojih ruskega prebivalstva razen pri inteligenci. Del konservativnega tiska z visoko naklado je bil izredno nacionalističen. Pri tem je vneto sodelovala pravoslavna cerkev.
Glavne žrtve rusifikacije so bili lojalni državljani, ki so jih sedaj silili, da se odpovejo svojemu jeziku, kulturi in celo veri. Nemci ob Baltiku so izgubili svojo univerzo; v svojih zelo starih srednjih šolah niso smeli poučevati v svojem jeziku. Litovcem in Estoncem so nemščino zamenjali z ruščino in jih silili, da luteranstvo zamenjajo s pravoslavjem.
Poskus rusifikacije je pri Fincih vzbudil vsesplošen pasivni odpor. Leta 1904 je prišlo v Sankt Peterburgu celo do uboja ruskega glavnega guvernerja. Upirali so se tudi tradicionalno rusofilski Armenci, ko so se ruske oblasti začele vmešavati v armensko cerkev in zapirati šole, ki so jih sami zgradili. Podobno je bilo pri Povolških Tatarih, kjer je ekonomsko in kulturno najbolj napredni del naroda, njihova trgovska elita, sama zgradila šole za izobraževanje naroda. Rusifikacija ni doletela le območij Centralne Azije, kjer je bila ruska oblast omejena.
V najtežjem položaju pa so bili judje. V 1880-ih je postalo nasilje proti njim tako rekoč legalno, namenjeno sproščanju družbenih napetosti. Policija je vzpodbujala izgrede, ki so vodili do uničevanja judovskih trgovin, fizičnega obračunavanja z njimi, prihajalo je celo do ubojev.

### Politika na Balkanu in v Aziji
Aleksander III. je vodil previdno zunanjo politiko; očitno se je zavedal omejenih materialnih in duhovnih potencialov svoje države.
Na Balkanu po srbsko-bolgarski vojni (1885) ni več podpiral bolgarskega kneza Aleksandra I., zaradi česar je ta moral odstopiti (1886). Njegov naslednik, Ferdinand I. se je povezal z Avstrijci. Ker je že leta 1881 tudi srbski knez Milan Obrenović sklenil tajno zvezo z Avstrijo, je na Balkanu pod ruskim vplivom ostala le še Črna gora, pa čeprav sta srbsko in bolgarsko ljudstvo čutili naklonjenost do Rusov.
Aleksander III. se je izogibal sporu z Nemci. Ko leta 1887 zveza treh cesarjev (iz leta 1772) ni bila ponovno obnovljena, je z Bismarckom sklenil tajni zavarovalni sporazum, ki pa je ostal v veljavi le do Bismarckove odstavitve leta 1890. V nasprotje trojni zvezi Nemčije, Avstro-Ogrske in Italije sta se zbližali Francija in Rusija. Francija je dala Rusiji nekaj izdatnih posojil za razvoj vojske in vojaške industrije; leta 1892 sta državi sklenili tudi vojaško zvezo.
Rusija je v Centralni Aziji nadaljeval tradicijo postopne širitve ruskega vplivnega območja. Po diplomatski krizi z Britanijo, ki jo je leta 1884 povzročil incident pri Pandzaku (danes Šerabat v Turkmenistanu), so se Rusi naslednje leto z Britanci dogovorili o meji in v naslednjih desetletjih centralno azijske zadeve niso več povzročale večjih težav v rusko-britanskih odnosih.
Na Daljnem vzhodu sta bili Rusija in Japonska v dobrih odnosih, dokler niso Rusija, Francija in Nemčija (že v času carja Nikolaja II.) po japonsko-kitajski vojni (1849–95) od Japonske zahtevale, da se odpove polotoku Liao-Tung, ki ga je potem leta 1897 zasedla Rusija in tam zgradila vojaško pristanišče Port Arthur in železnico do njega. Odtlej sta bili Rusija in Japonska tekmeci v Koreji in Južni Mandžuriji. Nasprotje njunih interesov je doseglo vrhunec v medsebojni vojni (1904–05). Vojna je Rusiji prinesla vrsto porazov na kopnem in na morju, zelo pa jo je prizadelo tudi uničenje njenega tihomorskega in baltskega ladjevja. Z mirom v Portsmouthu se je morala Rusija odpovedati Port Arthurju in južni mandžurski železnici ter južni polovici otoka Sahalin.

## Zadnja leta imperija (1905–1918)

### Politični nemiri in upravne spremembe
Nesmiselna vojna proti Japonski je doma še povečevala revščino. V tisku in na javnih shodih so kritizirali vlado. Decembra 1904 so po vsej Rusiji izbruhnile stavke delavcev. V nedeljo, 22. (9.) januarja 1905 je v Sankt Peterburgu velika množica delavcev, ki jih je vodil kontraverzni duhovnik Jurij Gapon, krenila proti Zimskemu dvorcu, da bi carju osebno izročila peticijo za spremembe. Ker se množica na označenem mestu ni zaustavila, je vojska streljala; na stotine ljudi je bilo ranjenih in ubitih.
Krvavi nedelji so sledili množični neredi. Vrstile so se demonstracije, stavke delavcev, ulični spopadi, neposlušnosti kmetov in vojakov v kopni vojski in mornarici. Nemiri so bili posebno hudi v neruskih pokrajinah, v Poljski, Litvi, Gruziji in v delih Ukrajine. Bilo je tudi veliko pogromov nad Judi in Armenci. Ubit je bil veliki knez Sergej Aleksandrovič. Revolucionarno gibanje je doseglo svoj vrhunec oktobra s stavko železničarjev, ki je ohromila državo. Rusija je doživela prvo veliko revolucijo. Tedaj so bili v Sankt Peterburgu ustanovljeni (kasneje tako pomembni) sovjeti delavskih in vojaških poslancev.
30. (17.) oktobra 1905 je car izdal znameniti Oktobrski manifest, ki je obljubljal vsem državljanom osebne svoboščine, dovoljenje formiranja političnih strank, splošno volilno pravico, ustanovitev skupščine. Pod vodstvom ministra Sergeja Witta je bila v naslednjih tednih pripravljena vrsta zakonov, ki so bili temelj za ustanovitev državne dume.
Volitve v prvo dumo, ki jo je volil razmeroma širok krog volilnih upravičencev, sta socialistični stranki (socialni demokrati in socialni revolucionarji) bojkotirali. Največ glasov so dobili kadeti in trudovniki (predstvaniki kmetov); veliko poslancev so dobili neruski narodi, konservativcev je bilo zelo malo ( tudi oktobristi so dobili malo glasov). Tik pred formiranjem dume (april 1906) pa je car izdal Osnovne zakone, po katerih so bili carjevi ministri odgovorni samo njemu; car je lahko razpustil dumo in objavil nove volitve, kadar je hotel.
Reforme, ki so jih zahtevali poslanci prve dume, so bile za carja in njegovo vlado nesprejemljive. Po dveh mesecih mrtvega teka je car dumo razpustil in za novega predsednika vlade imenoval odločnega Petra Stolipina (julij 1906). Številni atentati in poskus atentata nanj (razstrelili so njegovo letno vilo) so sprožili lov za teroristi; v naslednjih osmih mesecih je bilo obešenih več kot tisoč ljudi. Do začetka leta 1907 so bili upori zadušeni, disciplina v vojski obnovljena, policija je spet obvladovala položaj.
Februarja 1907 je bila izvoljena druga duma. To pot je bilo težišče izvoljenega parlamenta še bolj na levi. Sodelovanje med dumo in vlado spet ni bilo mogoče in car je v juniju razpustil tudi to dumo.
Potem je Stolipin spremenil volilna pravila tako, da so se poboljšale možnosti za izvolitev bogatejših državljanov in Rusov po narodnosti. Tretja duma (1907–12) in četrta duma sta bili tako bolj konservativni: desne stranke so imele skupaj z oktobristi trdno večino.
Razmere v državi so se začasno umirile. Car je imel popoln nadzor nad vojsko in imenovanjem ministrov. Možne so bile razprave med strankami v parlamentu in v javnosti. Tisk je bil relativno svoboden, dovoljeni so bili sindikati, ne pa tudi stavke. Vlada je manj posegala v lokalno upravo, nekoliko se je izboljšalo osnovno šolstvo, še vedno pa je bila oblast nenaklonjena visokemu šolstvu.
Vzdrževanje reda je bilo Stolipinu prva skrb, a vpeljal je tudi spremembe v kmetijstvu. Podpiral je ustanavljanje ekonomsko dovolj velikih individualnih kmetij, v katerih je videl bodočnost ruskega kmetijstva. Razdrobljene parcele so združevali s komasacijo, namenjali so denar za vzgojo kmetov in modernizacijo kmetij. To smer razvoja pa je zaustavil atentat na Stolipina leta 1911.
Po Stolipinovi smrti je bi car spet izgubljen med nesposobnimi in intrigantskimi ministri. Vpliv na dvoru si je pridobil verski pustolovec Grigorij Jefimovič Rasputin, ki je dobil duhovno moč nad carico, ker je s svojo osebnostjo ugodno vplival na bolezen hemofiličnega carjeviča Alekseja.
V vseh teh letih je stalno napredovala industrija, tudi s francoskimi posojili, koncentriral se je kapital. Junija 1912 je duma uvedla celo neko obliko zdravstvenega zavarovanja za industrijske delavce. V tiste predele Sibirije, ki so imeli rodovitnejšo zemljo, so naseljevali samostojne kmete z boljšo mehanizacijo.
Zaradi intenzivne rusifikacije pa se je po letu 1907 poslabšal položaj neruskih narodov. Najbolj so trpeli Finci, ki jim je bila odvzeta avtonomija, in Povolški Tatari, čeprav so se trmasto upirali. Kljub represijam se je ukrajinska narodna zavest krepila in prehajala od inteligence na vse širši krog delavcev in kmetov. Prebivalci Centralne Azije so bili nezadovoljni s prihajanjem naseljencev iz evropske Rusije na njihova ozemlja.

### Vstop v prvo svetovno vojno in padec monarhije
Po izgubljeni vojni z Japonsko je Rusija začela z njo sodelovati.
Zveza s Francijo je bila ponovno potrjena po velikih francoskih posojilih, ki jih je Francija dala Rusiji, potem ko jo je ta podprla v konfliktu z Nemčijo v prvi maroški krizi (1905/06). V povračilo Nemčija ni protestirala proti avstro-ogrski samovoljni aneksiji Bosne in Hercegovine (1908) in javno ponižala Rusijo, ki zaradi notranjih slabosti sama ni mogla intervenirati v podporo Srbiji.
Konflikte, ki jih je imela Rusija z Veliko Britanijo v Perziji, Afganistanu in Tibetu, je uredila anglo-ruska konvencija iz leta 1907. S tem je bil zaključen sklop treh bilateralnih zvez, med Francijo in Rusijo (1892), Veliko Britanijo in Francijo (1904) ter Rusijo in Veliko Britanijo (1907) (skupaj jih imenujemo tojna antanta), ki je nudil pogodbeno osnovo za boj proti Centralnim silam.
V naslednjih letih si je ruska diplomacija najprej prizadevala organizirati balkanske države in Turčijo proti Avstriji. To ji ni uspelo, imela pa je prste vmes pri organizaciji srbsko-črnogorsko-grško-bolgarske zveze proti Turčiji leta 1912. Prve balkanske vojne bi se udeležila z vojsko, če se ne bi car zadnji trenutek premislil, menda po posredovanju Rasputina. Druga balkanska vojna (1913) je ponovno pripeljala Bolgarijo v avstrijski tabor. Ko je Avstrija poleti 1914, po atentatu na Franca Ferdinanda, postavila Srbiji ultimat, je bila Rusija pred veliko dilemo. Če se ne bi postavila na srbsko stran, bi zgubila ves Balkan in se izneverila tudi svoji zaveznici Franciji; znašla bi se v vlogi nemškega satelita. Torej je izbrala drugo pot, ki pa je vodila v prvo svetovno vojno.
Leta 1914 je francosko ruska zveza pokazala svojo vrednost. Nemška vojska bi lahko uničila Francijo ali Rusijo, ne pa obeh hkrati. Ruska invazija v Vzhodno Prusijo je po dveh neuspešnih bitkah pripeljala v nemško ujetništvo 150.000 Rusov. Omogočila pa je Franciji, da je dobila prvo bitko na Marni.
V Galiciji so ruske čete napredovale daleč v avstrijsko ozemlje. Velik udarec za Ruse je bil vstop Turčije v vojno na strani Nemčije; ni odprl le nove fronte na Kavkazu (kjer je šlo ruski vojski kar dobro), ampak je zaprl tudi vstop v Črno morje in s tem ruskim zaveznikom onemogočil materialno pomoč Rusiji po morju. Ruski vojski je izredno primanjkovalo streliva in orožja.
Spomladi 1915 so se Rusi umaknili v Galiciji. Maja 1915 so centralne sile usmerile ofenzivo v Poljsko in zavzele ogromno ozemlja. Do jeseni je Rusija izgubila več kot milijon mož.
Porazi so v Rusiji dvignili ogorčeno nezadovoljstvo. Car je sam prevzel vrhovno komando na terenu in je pustil prestolnico skupini drugorazrednih ministrov, za katere bi komaj lahko rekli, da so vlada. Mobilizacija delavcev in kmetov je onemogočila delovanje industrije in poljedelstva, transporti so bili preobremenjeni. Cene so rasle veliko hitreje kot plače. Primanjkovalo je dobrin, hrane. Nezadovoljstvo, zlasti delavskega razreda, je raslo.
Leta 1916 se je vojaški položaj prehodno popravil. General Aleksej Aleksejevič Brusilov je napredoval v Galiciji in v ujetništvo je prišlo 400.000 avstrijskih vojakov (med njimi veliko Slovencev). Ljudsko nezadovoljstvo pa je raslo. Uradna birokracija je porabljala veliko energije v medsebojnih sporih. Ministri, ki jih je imenoval car, pogosto na predlog carice in Rasputina, so bili nekompetentni in nepopularni.
Januarja 1917 se je oskrba s hrano v prestolnici še poslabšala. V začetku marca (febrarju) je prišlo do februarske revolucije. Stavke, demonstracije, in vrste za hrano so napolnile ulice z množicami. V nekaterih kasarnah so se pojavili upori in jasno je bilo, da vojaki ne bodo streljali na množice. Car je nekaj dni odlašal, da bi imenoval "vlado narodnega zaupanja". V Sankt Peterburgu je bil ustanovljen sovjet delavcev in zastopnikov vojakov; tudi duma je postavila stalni komite, ki ga je predlagal car. Sovjet in komite sta soglasno sestavila začasno vlado, sestavljeno v glavnem iz kadetov in oktobristov, pod vodstvom kneza Lvova. 15. marca so njegovi odposlanci prispeli v Pskov, kjer se je bil car ustavil v neuspelem poskusu, da se vrne iz vojaškega poveljstva v Sankt Peterburg. Tam jim je izročil svojo odpoved. Tisoč let stare monarhije je bilo konec. Sledili sta oktobrska revolucija in državljanska vojna, iz katere se je rodila Sovjetska zveza.